# Amos 'n' Andy

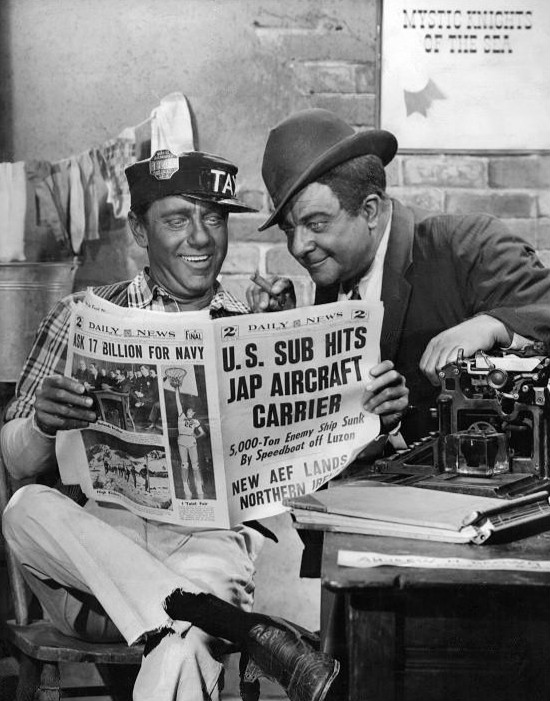
Freeman Gosden et Charles Correll grimés en Noirs dans une photo publicitaire pour le show Amos 'n' Andy (vers 1943).

Amos 'n' Andy est une comédie de situation radiophonique basée sur des personnages types qui se déroule dans une communauté afro-américaine. Cette série a été très populaire aux États-Unis des années 1920 aux années 1950,. Les épisodes sont écrits et interprétés par Freeman Gosden (en) et Charles Correll (en). Elles constituent la première série de comédie diffusée à la radio, sur la station WMAQ, à Chicago. La série est pour la première fois diffusée en 1928, et gagne en popularité très rapidement.
Une adaptation télévisée sera diffusée de 1951 à 1953, puis sera relancée de 1954 à 1966. En 1930, la RKO propose à Gosden et Correll de faire une adaptation au cinéma, sous le titre de Check and Double Check (une phrase tirée d'un show à la radio). La distribution inclut un mélange d'acteurs blancs et noirs pour jouer aux côtés de Gosden et Correll. Le film devient le plus grand succès de la RKO à cette époque, devançant King Kong. Les spectateurs étaient curieux de voir ce que donnaient les shows qu'ils entendaient sans cesse à la radio. La RKO propose aux deux créateurs de tourner une suite, mais ils refusèrent. Par contre, les deux hommes tournèrent un court métrage d'animation en 1934.